# Očinići
Očinići este un sat din comuna Cetinje, Muntenegru. Conform datelor de la recensământul din 2003, localitatea are 54 de locuitori (la recensământul din 1991 erau 83 de locuitori).

## Demografie
În satul Očinići locuiesc 45 de persoane adulte, iar vârsta medie a populației este de 46,9 de ani (43,7 la bărbați și 51,9 la femei). În localitate sunt 20 de gospodării, iar numărul mediu de membri în gospodărie este de 2,70.
| \| Componența etnică conform recensământului din 2003[2] \| Componența etnică conform recensământului din 2003[2] \| Componența etnică conform recensământului din 2003[2] \| Componența etnică conform recensământului din 2003[2] \| Componența etnică conform recensământului din 2003[2] \| \| ----------------------------------------------------- \| ----------------------------------------------------- \| ----------------------------------------------------- \| ----------------------------------------------------- \| ----------------------------------------------------- \| \| \| \| \| \| \| \| Muntenegreni \| Muntenegreni \| \| 53 \| 98,14% \| \| necunoscută \| necunoscută \| \| 1 \| 1,85% \| |              |  |    |        |
| Componența etnică conform recensământului din 2003 |              |  |    |        |
| |              |  |    |        |
| Muntenegreni | Muntenegreni |  | 53 | 98,14% |
| necunoscută | necunoscută  |  | 1  | 1,85%  |